# Ligne de Saint-Martin-d'Écublei à Conches
La ligne de Saint-Martin-d'Écublei à Conches est une ancienne ligne de chemin de fer française qui reliait la commune de Saint-Martin-d'Écublei à proximité de L'Aigle à celle de Conches-en-Ouche, dans les départements de l'Orne et de l'Eure.
Elle constituait la ligne 398 000 du Réseau ferré national.

## Histoire
La ligne de L'Aigle à ou près Conches est concédée par une convention signée les 29 juillet 1858 et 11 juin 1859 entre le ministre des Travaux publics et la Compagnie des chemins de fer de l'Ouest. Cette convention est approuvée par un décret impérial le 11 juin 1859.
Elle est ouverte le 5 novembre 1866.
Elle ferme au trafic voyageurs le 31 mai 1970 lors de la mise en place du service d'été.
Le trafic marchandise cesse le 28 mai 1989 entre Lyre et Rugles et le 31 mai 1991 entre Saint-Martin-d'Écublei et Rugles.

## Caractéristiques
La ligne Saint-Martin-d'Écublei - Conches s'embranchait sur la ligne Saint-Cyr - Surdon à Saint-Martin-d'Écublei, 5 km avant la gare de L'Aigle.
À l'autre extrémité, elle rejoignait à Conches la ligne Mantes-la-Jolie - Cherbourg. Le raccordement de Sainte-Marthe permettait de poursuivre en direction de Caen sans avoir à rebrousser en gare de Conches.

## Plan de la ligne
Voir schéma de ligne à dérouler en bas de l'infobox.